# Club olympique de Saint-Dizier football
 (mai 2020).
Si vous disposez d'ouvrages ou d'articles de référence ou si vous connaissez des sites web de qualité traitant du thème abordé ici, merci de compléter l'article en donnant les références utiles à sa vérifiabilité et en les liant à la section « Notes et références ».
Le Club Olympique de Saint-Dizier est un club de football français basé à Saint-Dizier en Haute-Marne. Le club, fondé en 1933, est dirigé par  et entraîné par Claude Tsikamen. Le club évolue lors de la saison 2012-2013 en Division d'Honneur Champagne-Ardenne (6e division). Le club est en état de cessation de paiement en avril 2013.

## Repères historiques
- 1933 : Jeunesse Prolétarienne et C.S. Compagnie des Forges fusionnent sous le nom  de Association Sportive de Saint-Dizier
- 1935 : Le club accède en Division d'Honneur.
- Avant 1940 : Fusion avec l'U.S. Marnavalaise. Le club prend le nom  de Association Sportive de Saint-Dizier-Marnaval
- 1949 : Champion de DH, Saint-Dizier accède au CFA.
- 1960 : Fusion avec l'E.R.C.B.. La nouvelle dénomination est Club Omnisports de Saint-Dizier
- 1986 : Montée en Division 2
- 1987 : Le club termine 16e du groupe A de Division 2. Il prend le nom de Club Olympique de Saint-Dizier.
- 1988 : 16e  du groupe B de Division 2, le CO Saint-Dizier descend en Division 3.
- 2004 : Le club redescend en Division d'Honneur.
- 2005 : Elimination en 1/32 de finale de la Coupe de France, par le RC Lens (0-4).
- 2006 : 2e de Division d'Honneur, il échoue au barrage pour l'accession en CFA 2.
- 2007 : Champion de Division d'Honneur de Champagne-Ardenne. Montée en CFA 2
- 2009 : Le club est en CFA 2. Présence en 1/32 de finale de la Coupe de France.
- 2010 : Le club est en CFA 2 et évolue dans le groupe C.
- 2011 : Le club est en CFA 2 et évolue dans le groupe B.
- 2012 : Le club redescend en Division d'Honneur. Son statut est "inactivité partielle"
- 2012 : Dépôt de bilan

## Palmarès
- Championnat de Division d'honneur Nord-Est (5) :
  - Champion en 1937, 1949, 1964, 1985 et 1988 .

- Ligue de Champagne-Ardenne (1) :
  - Champion en 2007.

- Championnat de France de Division 4 (1) :
  - Vainqueur du groupe C en 1981.

- Ligue de Champagne-Ardenne (1) :

- vainqueurs Coupe Ruffier (Champagne-Ardenne Junior) et championnat Champagne-Ardennejunior en 1996

## Personnalités du club

### Entraîneurs
- 1948-1950 :  Georges Boulogne
- 1968-? :  Daniel Carpentier
- 1981-1983 :  Bernard Deferrez
- 1983-1983 :   Alex Dupont
- 1983-1985 :  René Le Lamer
- 1985-1987 :  Georges Korac
- 1987-1989 :  Robert Buigues
- 1989-1995 :  Daniel Fromholtz
- 1995-2003 :  Alexandre Zavarov
- 1999-2001 :  Claude Tsikamen Bagze
- 2001-2003 :  Jean-Pierre Berta
- 2003-2009 :  Fabien Tissot
- 2009-Nov. 2009 :  Pascal Bossan
- Nov. 2009-Avr. 2010 :  Éric Duffour
- Avr. 2010 :  Francois Lombard
- 2011-2012 :  Claude Tsikamen Bagze

### Présidents
- 1986-2004 Pierre Rondeau

### Anciens joueurs
- Jean-Claude Cloët
- Bruno Custos
- Paul Fischer
- Jean Palluch
- Alain Rampant
- Claude Pourchaux
- Philip Peignois
- Dominique Sidaine
- Mamadou Bah